# وتيد
الوُتًيْد (الاسم العلمي: Paxillus) هو جنس من الفطريات يتبع الفصيلة الوتيدية من رتبة البوليطيات. والفطور التي تنتمي إليه معروفةٌ بسمُّيِّتها وعدم صلاحيتها للأكل. يحتوي الجنس 15 نوعاً واسعة الانتشار، من أشهرها الوتيد المطوي والوتيد الربيعي. وقد نقل نوعان سابقان كان يضمهما الجنس إلى جنس وثيق الصلة به اسمه تابينيلا (باللاتينية: Tapinella). يعني الاسم العلمي باللغة اللاتينية Paxillus-باكسيلوس- «الوتد الصغير» أو «الوُتًيْد».

## أنواع الوتيد
- وتيد مطوي
- وتيد ربيعي
- وتيد قاتم الأبواغ
- وتيد أخضر
- وتيد أرجنتيني
- وتيد أرقش
- وتيد أصفر
- وتيد أليف الرمال
- وتيد أليف الضفاف
- وتيد أمازوني
- وتيد برتقالي
- وتيد بستاني
- وتيد حرشفي
- وتيد حزمي
- وتيد خشن الأوبار
- وتيد خيطي
- وتيد ذهبي
- وتيد ذهبي الأوراق
- وتيد ذو رائحة
- وتيد رصاصي
- وتيد روسولي
- وتيد زغبي
- وتيد زنجفري
- وتيد سميك
- وتيد سميم
- وتيد سمين
- وتيد شيلي
- وتيد صدئ
- وتيد صربي
- وتيد صغير الأبواغ
- وتيد صلب
- وتيد عملاق
- وتيد فلفلي
- وتيد قرميدي
- وتيد قمعي الشكل
- وتيد كبريتي
- وتيد لامع
- وتيد مبقع
- وتيد متصلب الساق
- وتيد متنافر
- وتيد متوسط
- وتيد متين
- وتيد مجعد الأوراق
- وتيد محرشف
- وتيد مخدد
- وتيد مر
- وتيد مسود
- وتيد مشابه
- وتيد مشعر
- وتيد مغروي
- وتيد مغضن
- وتيد ملتف
- وتيد مولري
- وتيد ناحل
- وتيد يوناني